# Прапор Острова Принца Едварда
Прапор Острова Принца Едварда — один з символів канадської провінції Острів Принца Едварда. Прапор затверджено 24 березня 1964 року.
На прапорі зображено елементи герба Острова Принца Едварда. Відношення ширини прапора до його довжини 2:3.
Від щогли прапора з трьох вільних сторін червоні і білі смуги почергово змінюють одна одну.
У верхній третині прапора на червоному тлі розташований англійський геральдичний золотий лев, який також присутній на гербах Принца Едвард, Герцога Кентського (батька Вікторії  — королеви Великої Британії), на честь якого названо провінцію; і короля Едварда VII (сьомого).
В нижніх двох третинах прапора зображено острів і три молоді деревця, що символізує три округи Острова Принца Едварда — Принц, Квінс і Кінгс, захищені великим дубом, який зображає Велику Британію. Зображення символізує девіз провінції — «Малий, захищений Великим» (лат. 'Parva sub ingenti').

Герб Острова Принца Едварда.
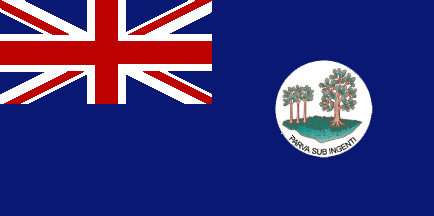
Прапор Острова Принца Едварда 1905–1964 років.